# Дельбрюк, Ханс
Ханс Готлиб Леопольд Де́льбрюк (нем. Hans Gottlieb Leopold Delbrück; 11 ноября 1848, Берген-на-Рюгене — 14 июля 1929, Берлин) — немецкий историк. Один из первых современных военных историков, создал собственный метод, основанный на критическом подходе к древним источникам, использовании смежных дисциплин, таких как демография и экономика, с тем чтобы проанализировать различные эпохи и сравнить их, имея конечную цель проследить эволюцию военных институтов. Отец биофизика Макса Дельбрюка.
Работы Дельбрюка в основном связаны с историей военного искусства. Самое масштабное его произведение — «Всеобщая история военного искусства в рамках политической истории». Другие его работы: «Персидские и Бургундские войны» (1887), «Стратегия Перикла, описанная через стратегию Фридриха Великого» (1890), «Жизнь фельдмаршала графа Нейтхардта фон Гнейзенау» (1894).

## Начало деятельности
Дельбрюк родился в Бергене на острове Рюген в семье окружного судьи. Он прошел обучение в Гейдельбергском, Грайфсвальдском и Боннском университете. Во время учёбы он слушал лекции Ноордена, Шафера и Зибеля, последователей фон Ранке. Солдатом воевал во Франко-прусской войне, где переболел тифом. После войны он вернулся в университет Бонна и защитил под руководством Зибеля докторскую диссертацию, посвященную Ламберту Герсфельдскому. Дельбрюк был некоторое время наставником принца Вальдемара Прусского (6-й сын тогдашнего кронпринца). Именно в этот период, в 1870-е годы, Дельбрюк обращается к истории военного дела, вдохновленный примером немецкого военного историка и политического эмигранта Фридриха Вильгельма Рюстова. Его военно-научная деятельность началась с издания воспоминаний и биографии Гнейзенау. В ходе изучения жизни великого немецкого полководца Дельбрюк обратил внимание на существенные отличия в стратегическом мышлении людей типа Наполеона и Гнейзенау от мышления современных им полководцев, эрцгерцога Карла, Веллингтона, Шварценберга и других. Развивая свой взгляд на эту проблему, Дельбрюк читал труды Клаузевица и общался с офицерами при дворе кронпринца.
В 1879 году принц Вальдемар умер, и Дельбрюк решил продолжить академическую карьеру. Он читал в Берлине лекции о войне 1866 года. Впрочем, под давлением университетского руководства молодому лектору пришлось перенести внимание на более ранние периоды военной истории. Ханс Дельбрюк начал изучение источников по военному делу Античности и Средних веков. В это время появляются его работы по персидским войнам, стратегии Перикла и Клеона, о римской манипуле, о военных институтах древних германцев, о войнах между швейцарцами и бургундцами, о стратегии Фридриха Великого и Наполеона. Эти работы легли позже в основу его главного труда.
Дельбрюк вел активную общественно-политическую деятельность. В 1882–1885 депутат прусского ландтага. С 1884 по 1890 год он был членом немецкого Рейхстага от Свободно-консервативной партии. Был одним из редакторов влиятельного консервативного издания «Прусский ежегодник» (Preussische Jahrbücher). Его активное политическое поведение, равно как и лекторская деятельность, тормозили его научную карьеру. Официально он стал профессором Берлинского университета только в 1895 году. Он так и не достиг степени академика, хотя его заслуги в военной истории трудно переоценить.

## Дискуссия о Фридрихе Великом
В своей работе «Стратегия Перикла, описанная через стратегию Фридриха Великого» (1890) Дельбрюк предложил разделение двух видов стратегии: стратегии измора и стратегии сокрушения. Он настаивал, что оба способа достичь победы равнозначны, хотя со времен Наполеона и до Первой мировой войны, военные теоретики разрабатывали теорию сокрушения как едва ли не единственно возможную. Говоря о двух стратегиях, Дельбрюк приводил исторические примеры. Приверженцами стратегии сокрушения, по его мнению, были Александр Македонский, Цезарь и Наполеон, а сторонниками стратегии измора — Перикл, Велизарий, Валленштейн, Густав II Адольф и Фридрих Великий. Включение прусского короля в число поборников стратегии измора навлекло на историка волну критики. Особенно яростно нападали на Дельбрюка историки Прусского Генерального штаба, которые считали стратегию сокрушения единственно верной, а потому не могли принять того, что Фридриха, икону прусских военных, их vis-à-vis отнёс в другой лагерь. Дельбрюк же настаивал, что именно в этом и состоит величие Фридриха, а если примерять на Фридриха мерки стратегии сокрушения, то он окажется третьесортным генералом. Яростная дискуссия с Кольмаром фон дер Гольцем, Фридрихом фон Бернгарди и другими офицерами Генерального штаба не утихала в течение 20 лет. В этих дискуссиях, однако, было упущено главное, что показывал Дельбрюк: что не существует стратегии на все времена. Стратегия слишком тесно связана с политическими обстоятельствами, которые подвержены изменениям.

## Во время Первой мировой войны
Во время Первой мировой войны Дельбрюк составлял ежемесячные комментарии о ходе войны для «Прусского ежегодника». Сначала он невысоко оценивал шансы Франции и Англии, но по мере того, как война заходила в стратегический тупик, взгляд Дельбрюка стал меняться. Он почувствовал, что произошёл стратегический переворот, и Германии следует перейти к стратегии измора. В декабре 1916 года Дельбрюк уже писал о том, что Германия вряд ли достигнет полной победы, но она вполне может избежать поражения. Следует только крепко обороняться на западе и стараться бить по слабым местам Антанты — по Италии и России. Это приведёт к изоляции Франции и Англии, считал Дельбрюк, которую можно усугубить, оказывая давление на волю английского и французского народов к сопротивлению. Германии следует зарекомендовать себя защитницей малых народов. В частности, надо ясно провозгласить, что не будет предпринята аннексия Бельгии, что у Германии вообще нет желания расширять свои территории на западе. И наконец, следует продемонстрировать волю к заключению мира. Дельбрюк верил, что поджигателем войны была Россия, а у Франции и Англии нет никаких оснований воевать против державы, «защищающей Европу и Азию от доминирования московитов (moskowitertum)». После вступления в войну США Дельбрюк стал говорить о неизбежном поражении Германии и выступал за скорейшее заключение мира. Однако его мнение не совпадало с настроением большинства немцев, а Гинденбург и Людендорф, самые авторитетные военные, пригрозили отставкой, если будет принята готовящаяся летом 1917 года резолюция Рейхстага с мирными предложениями. Дельбрюк увидел, что между немецкими военными и гражданскими существует разлад, а причиной этого разлада он считал излишнюю независимость военных от политиков.
После войны Дельбрюк обрушился с критикой в адрес одного из главных немецких стратегов — Людендорфа. Он обвинял генерала в том, что в 1918 году Людендорф не осознал границ возможного для германской армии и пытался вновь действовать в логике стратегии сокрушения, хотя на сокрушение уже явно не оставалось сил. Следовало изматывать неприятеля и заставить его сесть за стол переговоров.

## Дельбрюк как учёный
Дельбрюк пытался встроить военную историю в рамки общей истории. Он считал военное дело одной из составляющих культуры общества, способной к эволюции под влиянием экономики и политической системы. Со времён первого издания «Истории военного искусства…» в 1900 году эта книга подвергалась критике.
Дельбрюк больше интересовался общими тенденциями и не всегда вникал в частности. Сам исследователь сознавал это и признавал. Однако он полагал, что невозможно написать абсолютно исчерпывающую историю военного искусства. Его больше интересовала его главная задача: выявить связь между формой государственности и военным делом. Для этого необходимо точно осветить события, что значительно усложнялось явной ненадежностью ряда источников. Чтобы преодолеть этот недостаток, Дельбрюк привлекал географические знания о местах великих битв прошлого, знания об оружии соответствующего времени, через которое он пытался реконструировать тактику. Разбираясь в современном ему военном деле, Дельбрюк знал возможности пешего бойца, навьюченной лошади, знал ограничения, которые накладываются на маневренность крупных соединений. Это также помогало ему в его анализе прошлого. Кроме того, Дельбрюк полагал, что, проводя параллели между битвами различных эпох, надежно описанных и описанных недостаточно, возможно сделать определенные выводы. Например, он полагал возможным выводы, которые он сделал на основании хорошо описанной в источниках Битвы при Нанси, применить и к Марафонскому сражению, которое известно нам только по Геродоту. Совокупность этих методов Дельбрюк назвал Sachkritik.
Выводы Дельбрюка относительно военного дела Древнего мира были революционными. Основываясь на своем методе, он показал, что численность армий древности постоянно преувеличивалась в источниках. Дельбрюк считал, что победитель, как правило, имел больше войск, чем побеждённый. Пересмотр соотношения сил позволил ему дать совершенно новую интерпретацию некоторых известнейших сражений истории, таких как Марафон, Гавгамелы, Зама. Он пришёл к выводу, что превосходство римских армий над варварами основывалось не столько на дисциплине и более совершенной тактике, сколько на снабжении. Римляне могли призвать и содержать крупные полевые армии, которым варвары, численность которых в римских источниках была преувеличена, не могли что-либо противопоставить. Наконец, важнейшим для истории последствием его работы было то, что Шлиффен использовал его интерпретацию Сражения при Каннах, разрабатывая свой план на случай войны с Антантой.
Изыскания Дельбрюка относительно средневекового военного дела оказались более спорными. Он отделил рыцаря (конного воина) от кавалерии (организованной массы конных воинов) и рассматривал средневекового воина как независимого бойца, не способного на объединение с другими бойцами, а значит, не способного к формированию тактических отрядов. Этот вывод был оспорен последующими исследователями, в частности бельгийским историком Дж. Ф. Вербрюггеном. Ещё современники Дельбрюка критиковали его идеи относительно генезиса феодальной системы. Кроме того, Дельбрюк отрицал, что со сражений Столетней войны началось возрождение пехоты. С этим были не согласны многие историки, в частности Т. Ф. Тут.
Дойдя до военного дела Нового времени, Дельбрюк развивает свои идеи о стратегии, высказанные ранее. Он провел различие между двумя возможными стратегиями войны: измором и сокрушением (вслед за теорией ограниченной и тотальной войны Клаузевица). Выбор между двумя стратегиями, по мысли автора, зависит от политических и экономических ограничений, равно как и от соотношения сил. Применяя это разделение к войнам Фридриха Великого, Дельбрюк настаивал, что из-за численного превосходства противника пруссаки преследовали стратегию измора. Однако и тут автор не избежал критики в свой адрес, в частности за игнорирование войны за испанское наследство.
Книгу Дельбрюка высоко оценили такие уважаемые специалисты, как Вильгельм Грёнер и Франц Меринг. Признавая «практический интерес» главного труда Дельбрюка, официальная советская историография критиковала его и отвергала часть его основных выводов. На таком отношении сказалась близость Дельбрюка к военным кругам Германии и его якобы пронацистские взгляды. Характерна статья в Большой советской энциклопедии издания 1953 года:

«Дельбрюк, Ганс (1848—1929), нем. реакц. историк. Автор многих военно-историч. трудов, фальсифицирующих воен. историю с позиций нем. реакц. идеологии».

## Сочинения
- Delbrück Hans. Uber die Glaubwurdigkeit Lamberts von Hersfeld. — Bonn: Druck von C. Georgi, 1873. — 80 s.
- Дельбрюк Г. История военного искусства в рамках политической истории. — Т. I—IV. — 2-е изд. — СПб.: Наука, 2016—2017. — (Историческая библиотека). — ISBN 978-5-02-039606-7, 978-5-02-039607-4, 978-5-02-026333-8, 978-5-02-039608-1.